# 潘良貴 (明朝)
潘良貴（1533年—？），字汝思，號心斋，神武左衛軍籍，浙江紹興府上虞縣人，明朝政治人物。

## 生平
嘉靖三十一年（1552年）壬子科順天府鄉試第八十六名舉人。嘉靖三十八年（1559年）中式己未科會試第二百四十三名，三甲第一百三十名進士。历官保宁府、济南府知府，萬曆七年（1579年）任長蘆鹽運使。

## 家族
曾祖潘福，百戶；祖父潘能，百戶；父潘綬，母邵氏。永感下。兄良玉、良臣、良相。弟良才、良卿。

## 延伸阅读
[在维基数据编辑]